# ژیائو جون (ورزشکار)
ژیائو جون (انگلیسی: Xiao Jun؛ زادهٔ ۱ ژانویهٔ ۱۹۷۲) تیرانداز اهل چین است.